# Штрамберкские уши
Штрамберкские уши (чеш. Štramberské uši) — мучное кондитерское изделие из пряничного теста с добавлением мёда и набора специй (гвоздика, корица, анис и так далее), точный состав и объёмные доли которых долгое время хранились кулинарами из Штрамберка в тайне. В 2007 году Европейская комиссия присвоила продукту статус PGI (Защищённое географическое указание).

## Легенда о возникновении
По преданию штрамберкские уши появились на свет после 1241 года, когда в ходе Западного похода Монгольской империи этот город был осаждён большим воинством татаро-монголов. Оборонявшимся помогли последующие сильные ливни. Они разрушили плотину у прудов, где разводили рыбу, и направили водный поток на лагерь неприятеля. Противник отступил. На месте его стоянки было найдено много мешков с человеческими ушами, которые завоеватели отправляли ханам Батыю и Кадану в качестве свидетельства своих побед. В память о погубленных христианах на Вознесеньев день в Моравии стали выпекать это кондитерское изделие, которое в настоящее время обычно употребляют с мороженым, взбитыми сливками или фруктовым пюре.

## Рецепт приготовления
Мёд растапливают, добавляют масло и вводят все пряности. В однородную массу вводят муку и ещё раз хорошо перемешивают. Получившееся тесто отстаивается два дня, после чего его раскатывают и вырезают кружочки. Выпекают на противне, смазанным маслом, при температуре 180 градусов около пяти минут до появления золотистого цвета. Тёплые кружочки сворачивают в трубочки. Хранят в сухом месте, чтобы не допустить размягчения изделия. При сохранении классической рецептуры из одного килограмма теста должно получиться 120 «ушей».